# بالگردگاه پی‌جی‌ای
 بالگردگاه پی‌جی‌ای (به انگلیسی: PGE Heliport) یک فرودگاه خصوصی است . این فرودگاه در کشور ایالات متحده آمریکا قرار دارد و در ارتفاع ۵۵ متری از سطح دریا واقع شده است.